# Boquillas del Carmen
Boquillas del Carmen is een dorpje van de municipio (gemeente) Ocampo in de Mexicaanse deelstaat Coahuila. Het is gelegen aan de Rio Grande, de grensrivier met de Verenigde Staten. Aan de overkant van de rivier ligt het Big Bend National Park in de staat Texas. Op de grens met de Verenigde Staten ligt hier de enige grensovergang tussen Presidio en Del Rio (een afstand van ca. 450 km), en dan nog alleen voor voetgangers.

## Ontstaan
Boquillas del Carmen dankt zijn ontstaan aan de ontdekking van zilver in de Sierra del Carmen in de vroege jaren 1890. Door de toestroom van mijnwerkers groeide het tweetal grensdorpen van Boquillas: aan de noordzijde van de rivier Boquillas in Texas en aan de zuidzijde van de rivier Boquillas del Carmen in Coahuila. Tussen 1897 en 1917 bouwde de Kansas City Smelting and Refining Company (KSARCO) een groot  verwerkingsbedrijf voor het erts in El Paso. KSARCO en haar opvolger de American Smelting and Refining Company (ASARCO) construeerden een kabelbaan over de Rio Grande tussen de beide Boquillas, en verbeterden de weg van Boquilla naar Marathon (de 'Old Ore Road' langs Tornillo Creek) om het vervoer van werknemers, voorraden en erts te vereenvoudigen. Op het hoogtepunt van de mijnbouw waren er 200 tot 300 bewoners in Boquillas, Texas, en naar schatting 2.000 tot 4.000 in Boquillas, Coahuila.

## Grensverkeer
Het grensverkeer over de Rio Grande bij Boquillas kent een lange geschiedenis, maar ontwikkelde zich uiteindelijk tot een toeristische attractie voor bezoekers van Big Bend NP. Jaarlijks maakten circa 20.000 toeristen de oversteek, die de lokale economie stimuleerden met de aankoop van eten, drinken en souvenirs. De nog ongeveer 200 bewoners van Boquillas del Carmen gingen op hun beurt de grens over om inkopen te doen in de winkel in Rio Grande Village.
Na 9/11 werd de grens echter gesloten vanwege de angst voor de illegale grensovergang van terroristen. Hierdoor liep het inwonertal met de helft terug, omdat het dorpje zeer geïsoleerd kwam te liggen. De dichtstbijzijnde grensovergang vanaf Boquillas is 386 kilometer over de weg, en de dichtstbijzijnde stad in Mexico is Melchor Muzquiz op een afstand van 240 kilometer met slechts één wekelijkse busverbinding.
Pas na jaren van voorbereiding werd de grensovergang op 11 april 2013 heropend. De heropening werd vooral gepromoot door Big Bend NP, dat hiermee de historische band tussen beide zijden van de Rio Grande wil benadrukken. De nieuwe grenspost aan Amerikaanse zijde is gebouwd voor bijna 4 miljoen dollar en wordt officieel aangeduid als een onbemande grenspost voorzien van bediening en bewaking op afstand vanuit El Paso. Gedurende de openingsuren zijn steeds twee 'parkrangers' aanwezig ter ondersteuning bij de formaliteiten. Aan de Mexicaanse zijde, niet direct aan de grens maar pas in Boquillas del Carmen, is de grensbewaking ondergebracht in een trailer. Het oversteken van de Rio Grande gaat per roeiboot tegen een tarief van 5 dollar per persoon.

## Fotogalerij

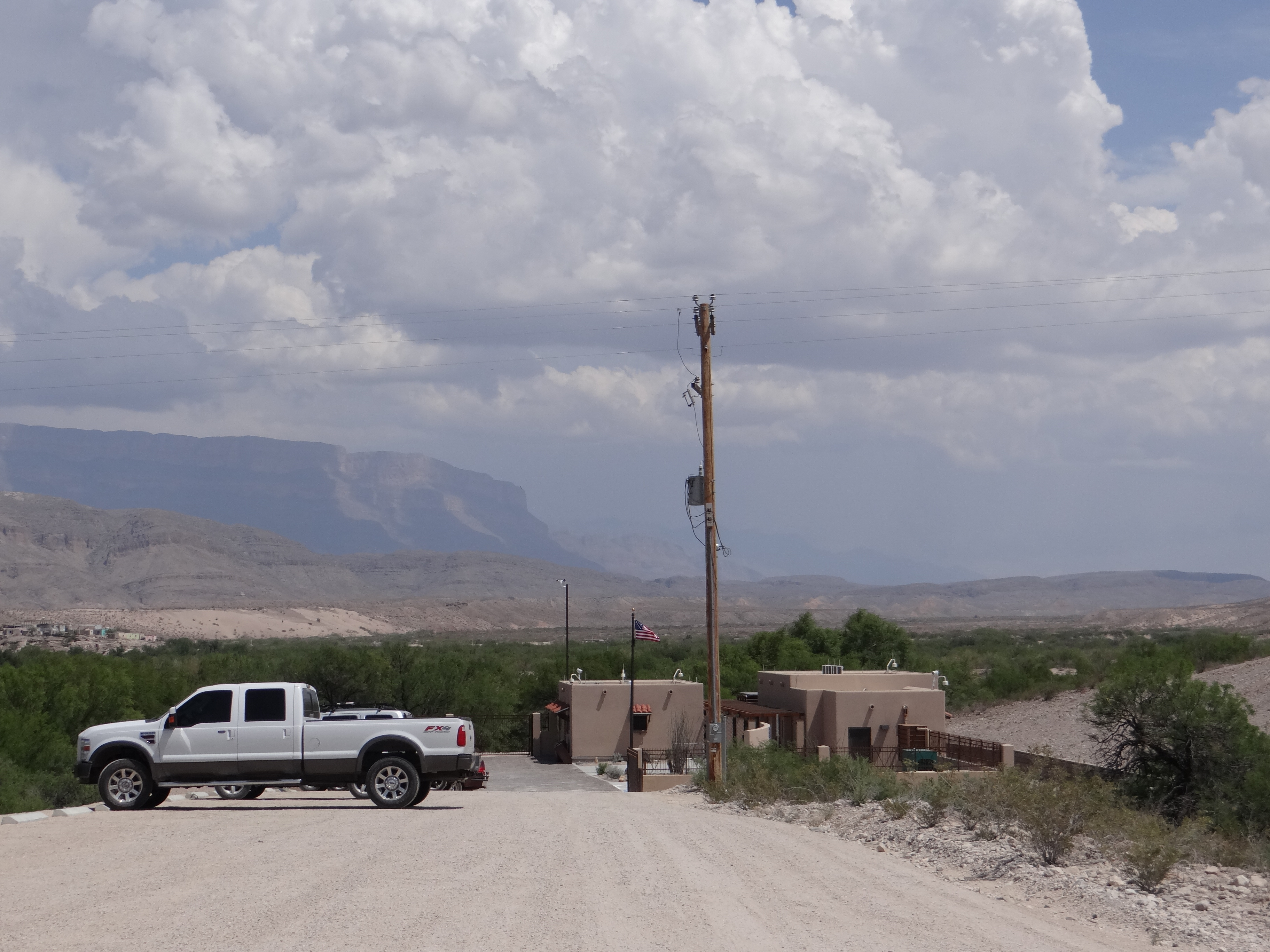
De Amerikaanse grenspost. Links in de verte ligt het dorpje Boquillas del Carmen
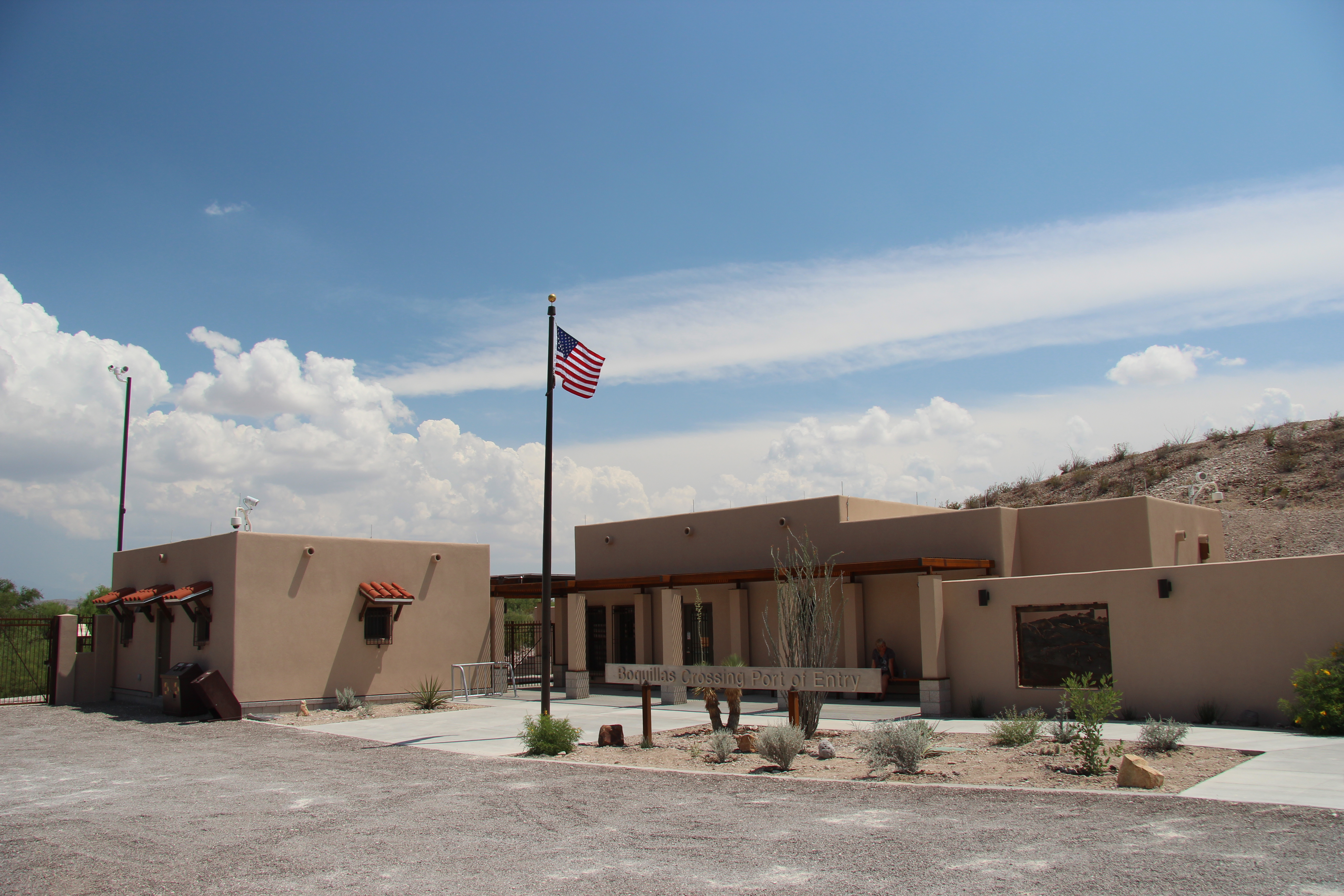
De 'onbemande' Amerikaanse grenspost.
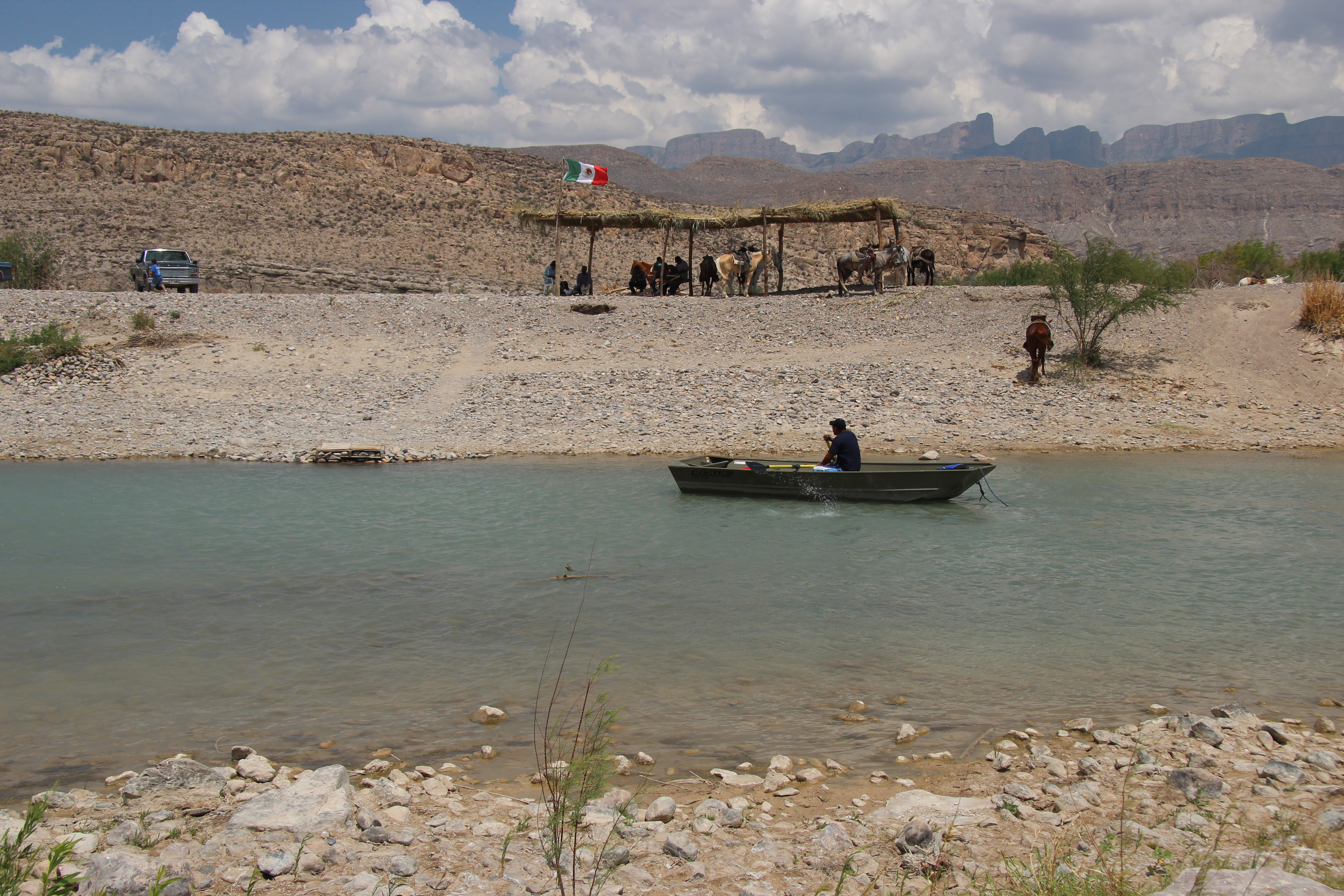
De oversteek van de Rio Grande naar Mexico
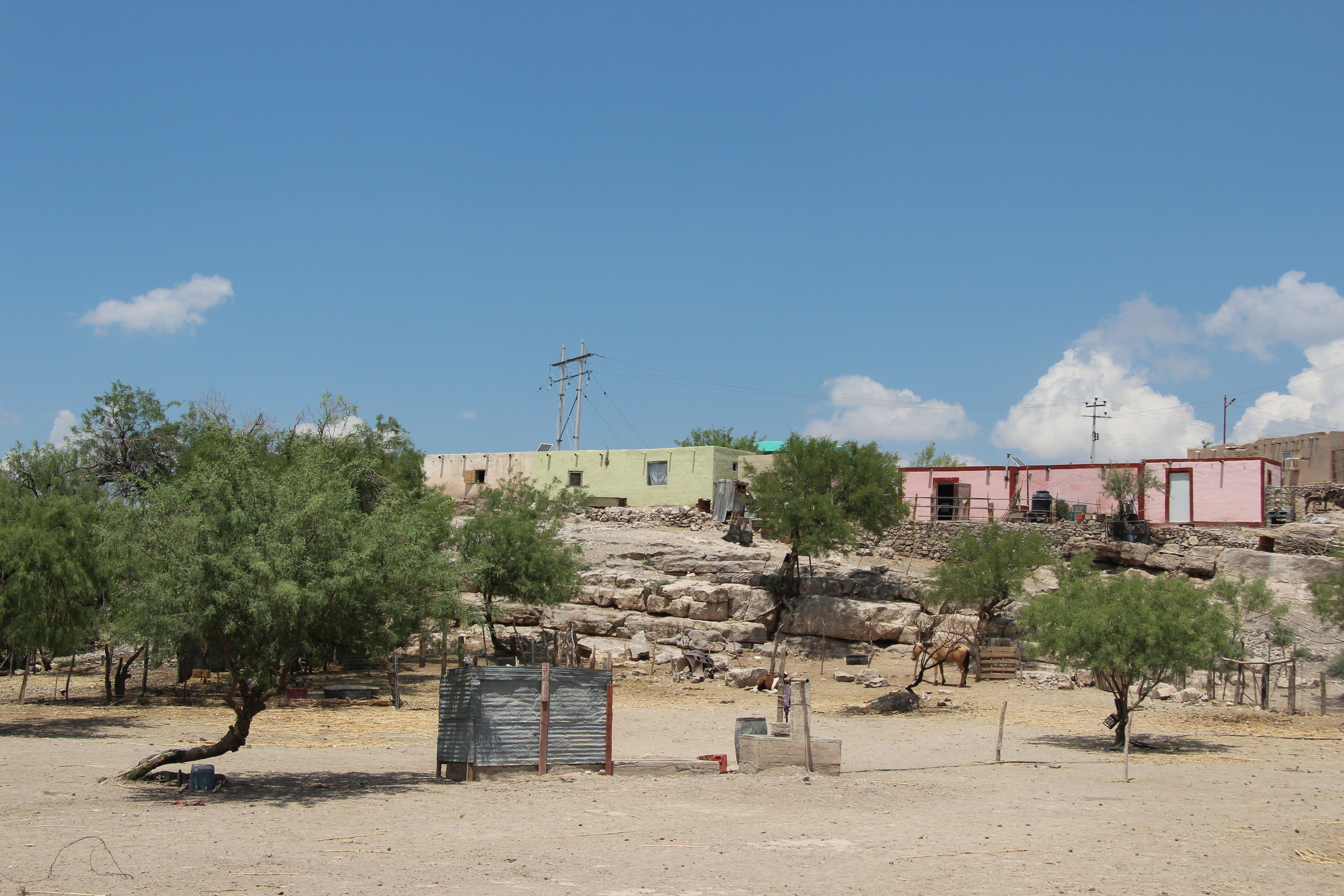
Zicht op Boquillas del Carmen
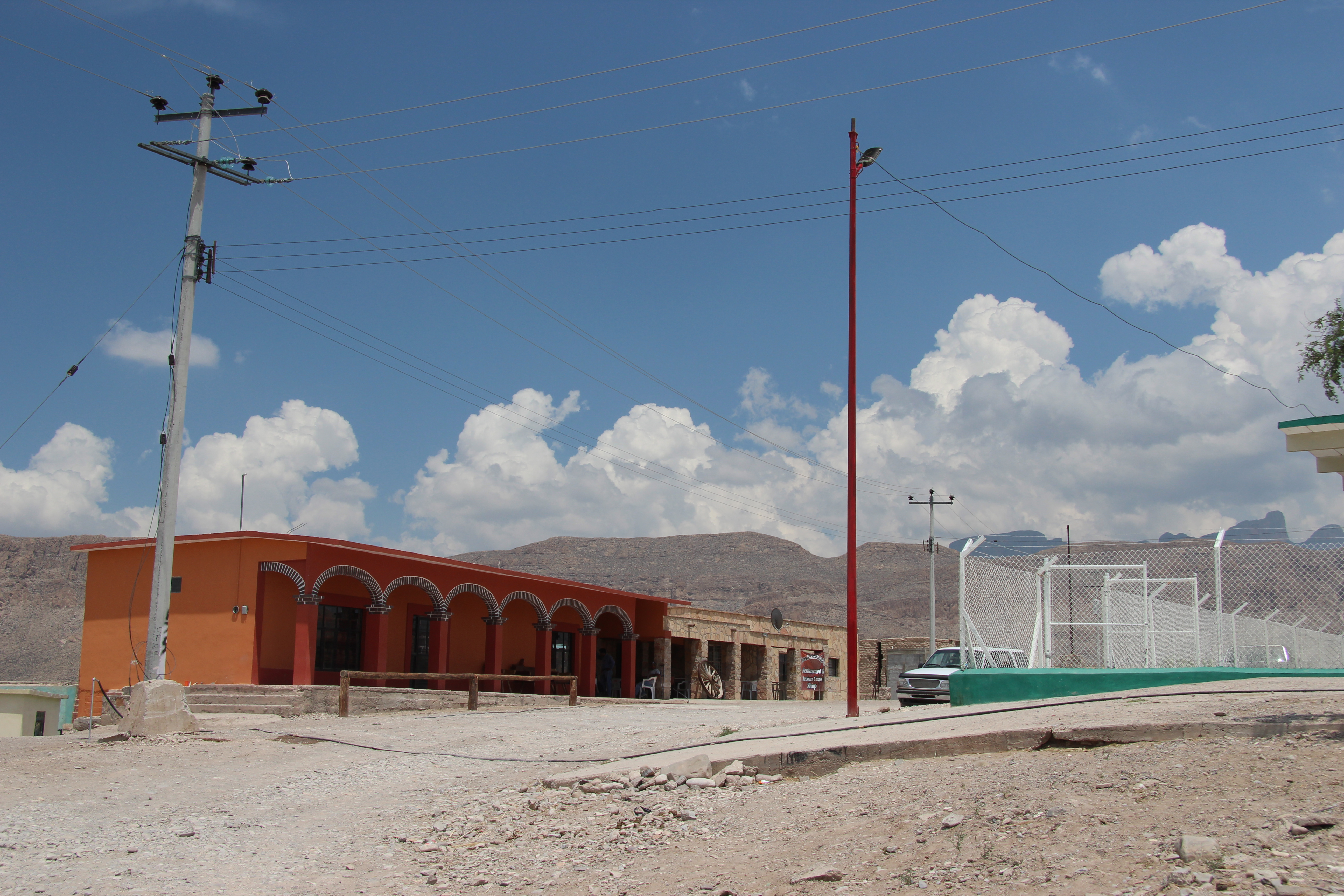
Het centrum van Boquillas del Carmen
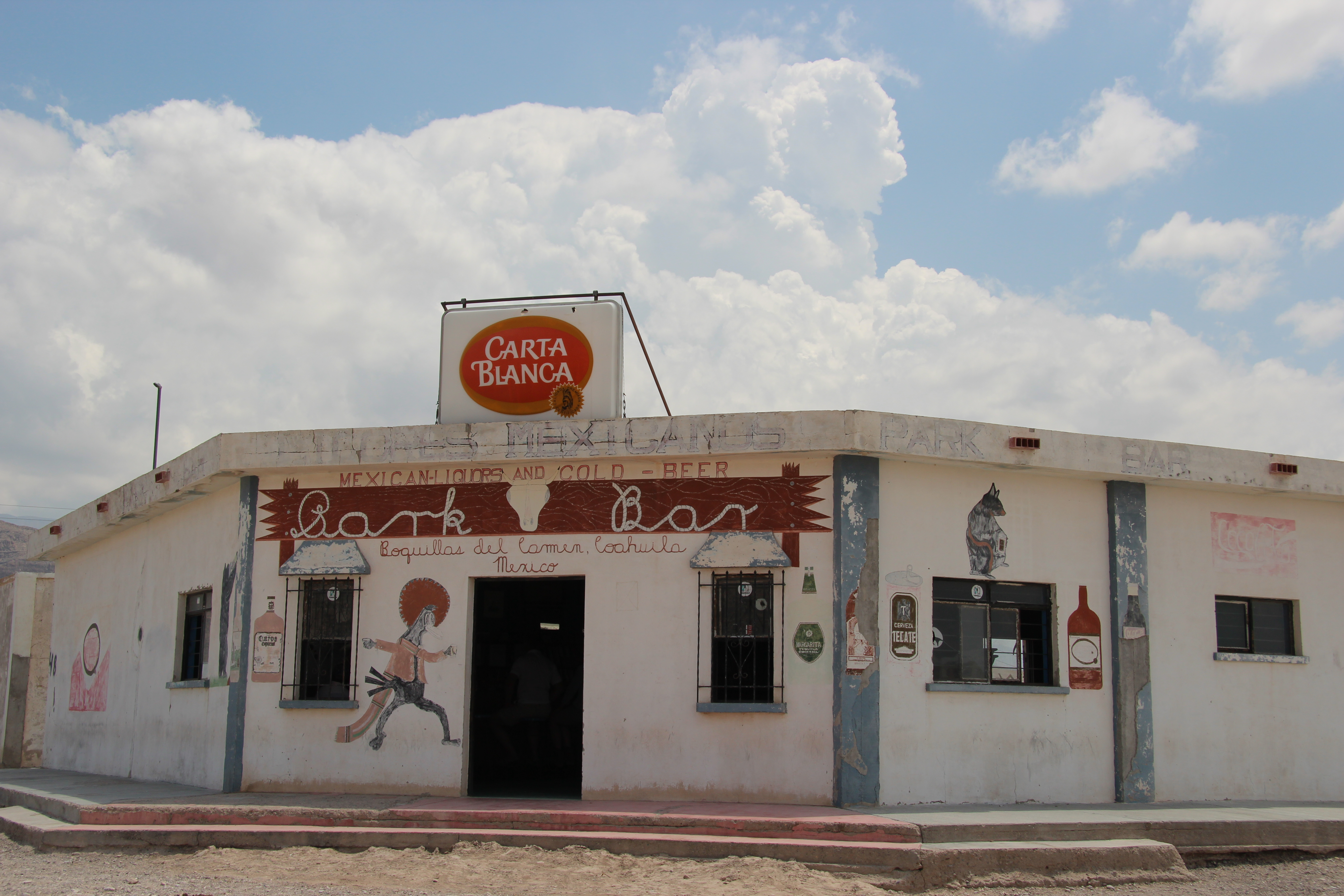
Een café in Boquillas del Carmen
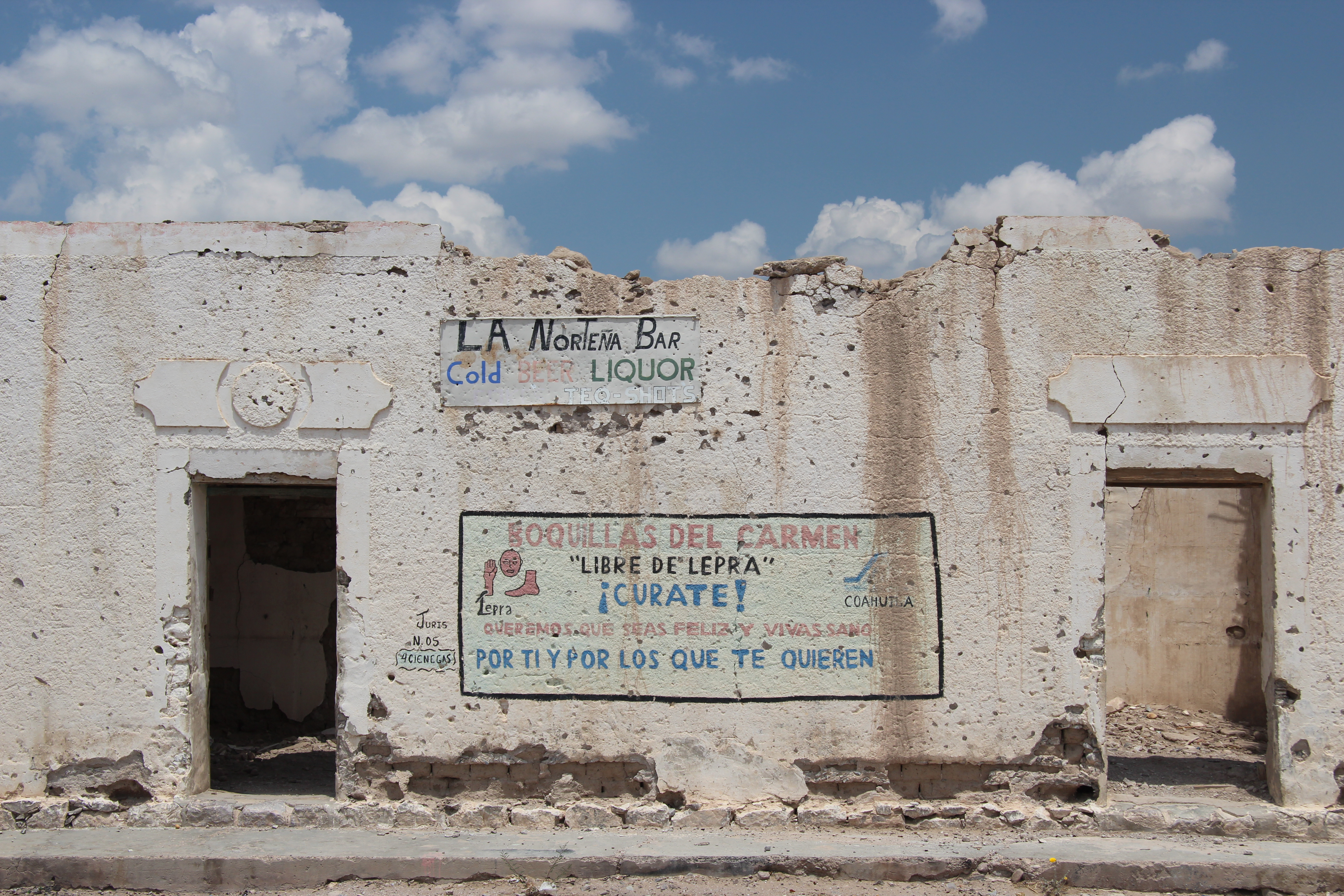
Muurschildering op een vervallen gebouw in Boquillas del Carmen
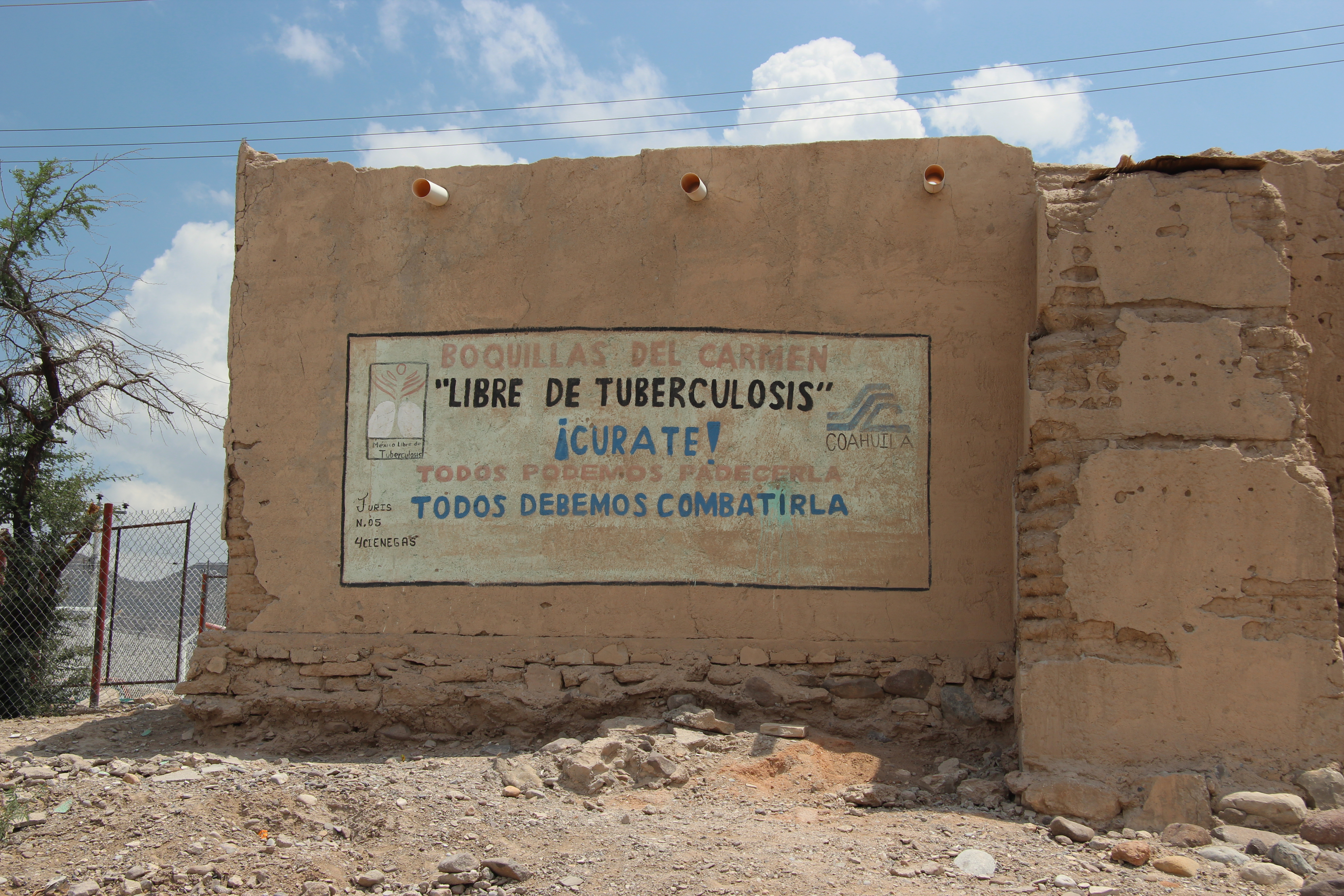
Muurschildering op een vervallen gebouw in Boquillas del Carmen
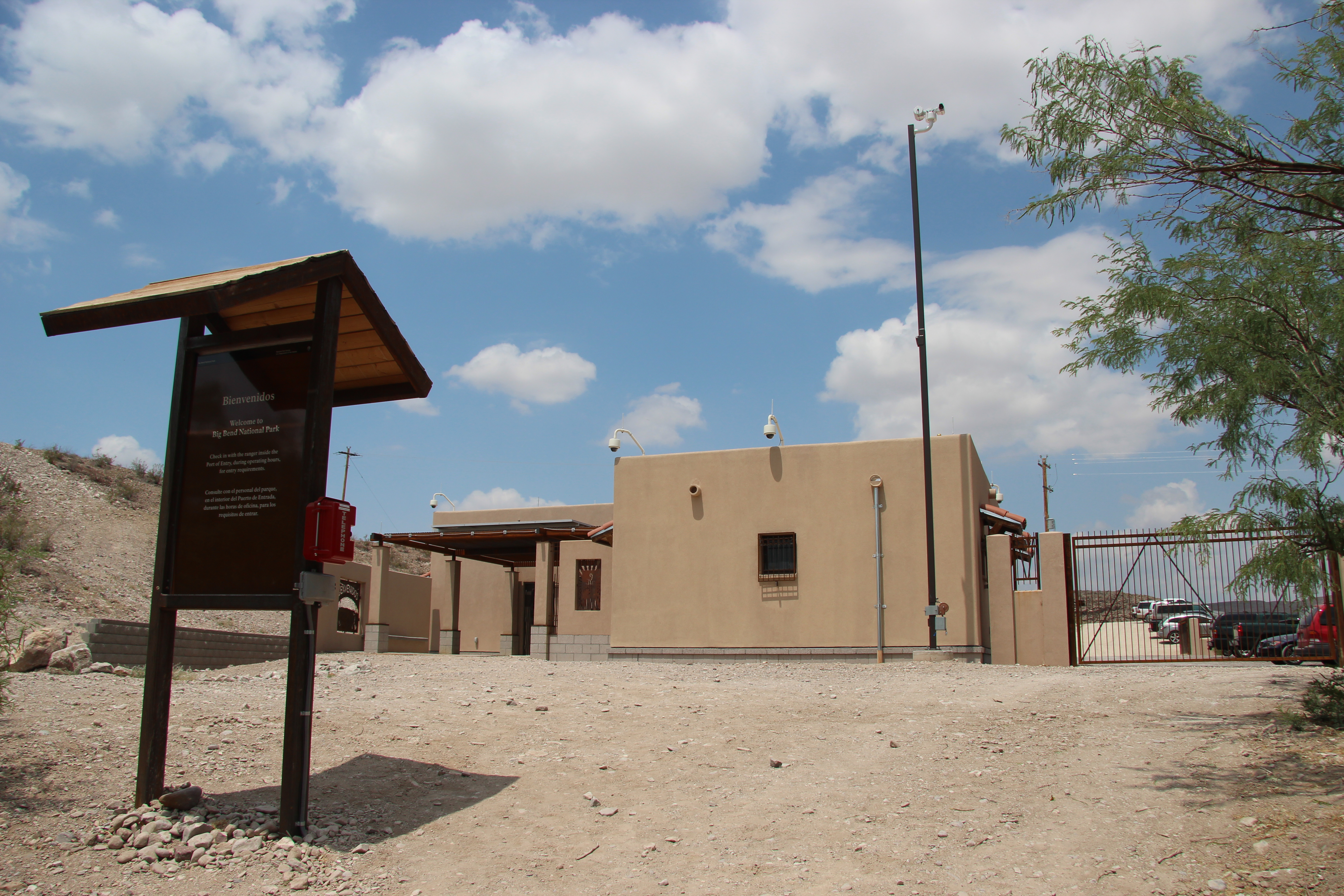
De Amerikaanse grenspost gezien vanaf Mexico